# La Chanson du mal-aimé (oratorio)
Pour les articles homonymes, voir La Chanson du mal-aimé (homonymie).
La Chanson du mal-aimé est un oratorio composé par Léo Ferré en 1952-1953 sur le poème éponyme de Guillaume Apollinaire. Cette œuvre pour quatre voix solistes, chœur et orchestre, a été créée sur scène à Monaco en 1954 et enregistrée pour la première fois au disque en 1957. Elle a donné lieu à une version remaniée en 1972, pour une seule voix soliste.

## Contexte

### Genèse de l'œuvre
Quand il aborde la mise en musique d'Apollinaire, Léo Ferré - qui a appris la composition, l'harmonie et l'orchestration en autodidacte - a déjà écrit de la musique lyrique et orchestrale, notamment en 1950 pour La Vie d'artiste, opéra inédit dont il a aussi écrit le livret, pour De sac et de cordes, dramatique radio diffusée début 1951, et pour Les Hommes de la nuit en 1952, court-métrage documentaire d'Henri Fabiani, expériences à l'occasion desquelles il se familiarise avec la direction d'orchestre.
Après avoir obtenu l'autorisation de mettre le poème « La Chanson du mal-aimé » en musique auprès de la veuve d'Apollinaire, Ferré se lance à corps perdu dans la composition et l'orchestration de ce qu'il envisage comme un oratorio profane. Il y travaille de mars 1952 à avril 1953, année qui s'avère être celle du quarantenaire de la parution d'Alcools, dont « La Chanson du mal-aimé » est une des pièces maitresses. Ce poème figure assurément parmi les chefs-d'œuvre d'Apollinaire. Mais c'est un long soliloque non narratif, qui se prête a priori mal à certains impératifs dramatiques de la représentation scénique. À ce stade, Ferré n'imagine pas faire chanter trois-cents vers à une seule personne. Aidé par sa femme Madeleine (qui sera créditée de la « réalisation dramatique »), il opère une découpe dans le texte et dégage quatre « rôles », qui seront autant de registres vocaux différents : le Mal-Aimé, son Double, la Femme et l'Ange. Il se ravisera plus tard, supprimant ce découpage et préférant l'énonciation changeante d'une voix unique (voir version de 1972).
Apollinaire est un poète que Ferré admire et apprécie grandement, et dont il se sent redevable. Il partage avec lui d'évidentes affinités, à la fois sentimentales et psychologiques (Apollinaire a vécu et étudié à Monaco, il s'est vécu comme un mal-aimé) et littéraires. Peut-être aussi Ferré cherche-t-il alors à travers ce poète reconnu et ce poème de grande dimension un « livret » qui paraisse incontestable aux yeux des comités, directeurs de salle et autres « décideurs ».
En vain, puisque le « comité de la musique » de la Radiodiffusion française gardera le manuscrit de sa partition durant six mois (d'avril à octobre 1953), pour lui opposer une fin de non recevoir, sans avoir pris la peine d'ouvrir ledit manuscrit. Ferré sera ulcéré par ce mépris et cette désinvolture, ainsi que de l'absence de soutien de la part du directeur des programmes Paul Gilson, pourtant membre du jury du prix Guillaume-Apollinaire. Il se « vengera » néanmoins en obtenant par d'autres moyens l'orchestre de la radiodiffusion pour enregistrer son oratorio sur disque en 1957.
Le 17 décembre 1953, le prince Rainier III de Monaco vient écouter Ferré chanter au cabaret l'Arlequin, à Saint-Germain-des-Prés. Poussé par sa femme, Ferré vient le saluer et lui parle de son oratorio. Après avoir écouté l'œuvre en piano-voix chez Ferré, le prince décide de soutenir son compatriote en mettant à sa disposition l'Opéra de Monte-Carlo et son orchestre, à charge pour lui de trouver des chanteurs et de diriger les répétitions, puisque Ferré souhaite tenir la baguette. L'exécution publique est fixée au 29 avril 1954 et comme l'oratorio dure environ quarante-six minutes, ce qui est jugé un peu court pour un programme de concert, Ferré est amené à composer rapidement une œuvre en complément : la Symphonie interrompue.

### Création de l'œuvre
Pour interpréter les quatre « rôles », Léo Ferré fait appel à Bernard Demigny, Nadine Sautereau, à son ami Jacques Douai et à Henri Etcheverry. Madeleine Ferré parachève la théâtralisation du poème avec un parti-pris scénique abstrait :

« Lorsqu'on l'a donné à Monte-Carlo, il y avait des musiciens dans la fosse d'orchestre, les chœurs derrière un rideau au fond de la scène, et quatre personnages : les quatre solistes habillés de costumes formidables et très jolis. Le Mal-Aimé se divise en trois : c'est d'abord lui, en rouge avec un melon rouge, une espèce de houppelande effrangée, des souliers rouges, puis son double, qui peut caractériser l'élément diabolique, et qui est en noir, melon et souliers noirs, puis l'Ange, la Voie lactée, la sœur lumineuse, en melon blanc avec des ailes. Enfin, il y avait la femme, en bleu ciel, et tout ça sur un échiquier représentant les jeux de l'amour et du hasard. »

— Léo Ferré, « Une conversation avec Léo Ferré » in Affrontements n°2, mars 1957.
Les costumes sont la création du couturier Pierre Balmain. Longtemps après, Léo Ferré dira de cette soirée : « Il y avait des musiciens qui m'avaient connu jeune, et des musiciens qui commençaient à être près de la retraite, qui m'avaient connu enfant. Et je me suis mis à diriger ça. Et alors, ça a été pour moi extraordinaire. Je crois que c'est la plus grande joie artistique de ma vie. »
Le concert fait l'objet d'une retransmission en différé par Radio Monte-Carlo le 3 mai 1954. La captation audio effectuée à cette occasion a longtemps été considérée comme perdue, avant d'être publiée au disque en 2006.

### Enregistrement de 1957
Albums de Léo Ferré
Les Fleurs du mal
(1957) Léo Ferré à Bobino
(1958)
De la distribution originale Ferré ne garde que Nadine Sautereau. Il fait cette fois appel à Camille Maurane pour le Mal-Aimé et à Michel Roux pour son double. La partie de l'Ange, très aigüe (trop pour le ténor Jacques Douai), est désormais assurée par une voix soprano d'enfant en la personne de Jacques Petitjean, issu de la maîtrise des Petits Chanteurs à la croix de bois.
La pochette du disque publié chez Odeon est une peinture originale de l'affichiste Hervé Morvan, ami de Ferré. Il reprend de manière stylisée la réalisation scénique de 1954 : on y voit les quatre personnages dans leurs atours distinctifs, sur l'échiquier des « jeux de l'amour et du hasard ». Des photos d'André Villers, prises lors de l'enregistrement, ornent la pochette intérieure.

### Enregistrement de 1972
Albums de Léo Ferré
La Solitude
(1971) La Solitudine
(1972)
Léo Ferré abandonne la découpe du texte en quatre « rôles » et décide de se passer de chanteurs lyriques. Il chante tout lui-même et quand sa tessiture ne le permet pas (les parties de la Femme et de l'Ange), il dit le texte. À quelques détails près, l'orchestration reste inchangée.

## Analyse de l'œuvre

### Le poème
Le poème de Guillaume Apollinaire est constitué de 59 quintils (60 avec le quintil épigraphique dédié à Paul Léautaud), soit trois-cents vers. Il s'agit de vers octosyllabiques. La versification est assez libre, les assonances sont nombreuses ; ce n'est pas pour rien que le poète a intitulé son texte « chanson ».
Inspiré à Apollinaire par l'échec de sa relation amoureuse avec Annie Playden, ce poème lyrique et onirique passe par plein de climats différents (jusqu'au baroquisme). Le ton dominant ici est cependant celui d'une complainte, le poète voguant entre regrets, rêveries consolatrices et la dure acceptation d'un présent douloureux. 
À trois reprises l'énonciation s'en écarte radicalement : bucolisme mi-ironique mi-naïf de « Aubade chantée à Lætare un an passé », agressivité moqueuse de la « réponse des Cosaques Zaporogues au Sultan de Constantinople », poésie hermétique (allusions érotiques, mystiques et alchimiques) des « Sept Épées » ; trois moments qui sont autant de poèmes dans le poème.

### Distribution
- Le Mal-Aimé (baryton)
- La Femme (soprano)
- L'Ange (ténor / soprano enfant)
- Le Double (baryton)

## Effectif instrumental
| Instrumentation de La Chanson du mal-aimé                                                                                   |
| Cordes |
| premiers violons, seconds violons, altos, violoncelles, contrebasses, 2 harpes                                              |
| Bois |
| 1 piccolo, 2 flûtes, 2 hautbois, 1 cor anglais, 2 clarinettes si ♭, 2 bassons                                               |
| Cuivres |
| 4 cors, 2 trompettes en ut, 3 trombones, 1 tuba                                                                             |
| Percussions |
| 1 tambour, 2 timbales, grosse caisse, cymbales à mains, célesta, glockenspiel, xylophone, tambourin à cymbalettes, triangle |
| Chœur mixte |

## Enregistrements
- Léo Ferré (direction), Orchestre national et chœurs de l'Opéra de Monte-Carlo, Bernard Demigny (le Mal-Aimé), Nadine Sautereau (la Femme), Jacques Douai (l'Ange), Henri Etcheverry (le Double). En public à l'Opéra de Monte-Carlo, 1954 (La Mémoire et la Mer, 2006)
- Léo Ferré (direction), Orchestre national de la Radiodiffusion française et chœurs Raymond Saint-Paul, Camille Maurane (le Mal-Aimé), Michel Roux (le Double), Nadine Sautereau (la Femme), Jacques Petitjean (l'Ange), 1957 (Odeon)
- Léo Ferré (direction, chant), Orchestre Lamoureux, Janine de Waleyne (soprano), 1972 (Barclay)
- Léo Ferré (chant), Dag Achatz (en) (piano), Janine de Waleyne (soprano). En public à l'Opéra-Comique de Paris, 1974 (inédit)
- Léo Ferré (direction, chant), Orchestre Pasdeloup, Janine de Waleyne (soprano), Ensemble vocal Alborada, Olympos Choir, Ensemble vocal Raphaël Passaquet. En public au Palais des Congrès de Paris, 1975 (La Mémoire et la Mer, 2021)
- Léo Ferré (direction, chant), Nouvel Orchestre symphonique et chœurs de la RTBF. En public au Cirque Royal de Bruxelles, 1985 (inédit)
- Léo Ferré (direction, chant), Grand orchestre symphonique de RTL, Chœurs du « Tourdion » (Metz). En public au Théâtre d'Esch (Luxembourg), 1988 (inédit)
- Gianluigi Gelmetti (direction), Orchestre philharmonique de Monte-Carlo et chœur Hugues Reiner, Laurent Deleuil (le Mal-Aimé), Jean-Luc Chaignaud (le Double), Alessandro Luciano (L'Ange), Danielle Streiff (la Femme) et Katarzyna Medlarska (la Femme), 2014 (OPMC Classics)